# Bunzō Hayata

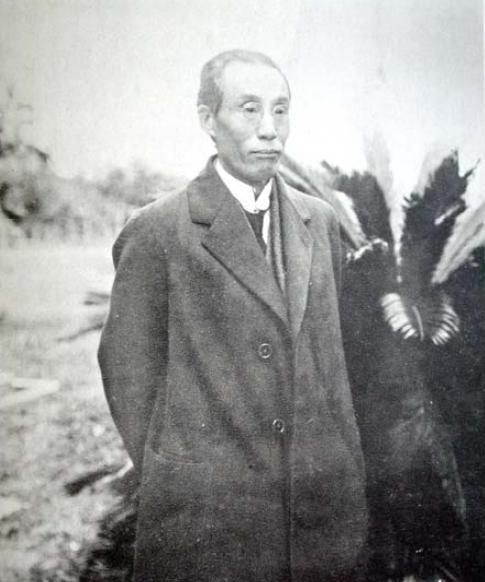
Bunzō Hayata (1927)

Bunzō Hayata (jap. 早田文藏 Hayata Bunzō; ur. 2 grudnia 1874 w Kamo, zm. 13 stycznia 1934 w Shinjuku) – japoński botanik. Autor prac na temat flory Japonii i Tajwanu, profesor Cesarskiego Uniwersytetu Tokijskiego. Opisał około 1600 nowych dla nauki gatunków roślin. Poza taksonomią roślin, zajmował się również ich rozmnażaniem i biogeografią. Odrzucał teorię ewolucji Darwina.